# (16014) Sinha
(16014) Sinha (1999 CB47) – planetoida z pasa głównego asteroid okrążająca Słońce w ciągu 4,83 lat w średniej odległości 2,86 j.a. Odkryta 10 lutego 1999 roku.